# Positivismo ideológico
Defendido por algunos positivistas teóricos, el positivismo ideológico establece que los propios criterios formales evaluatorios del derecho tienen consecuencias tanto jurídicas como morales. La existencia del derecho, sea cual sea su nacimiento y naturaleza, implica la existencia de un mínimo de justicia y por lo tanto genera implicaciones morales.
Dichas implicaciones morales se ven reflejadas en la cita de Goethe: "Prefiero la injusticia al desorden". Es esta misma la idea que el positivismo ideológico defiende, nace en el año 1960.
Existen dos criterios de diferenciación, la versión débil y la versión fuerte. 
La primera dice que el derecho es fuente de seguridad a nivel personal, en cuanto el individuo puede decidir sus acciones basándose en el conocimiento de sus hipotéticas consecuencias; por lo tanto establece el derecho como un componente necesario de la moralidad. Una vez establecido dicho principio de moralidad, el cumplimiento de la ley se erguirá como principio necesario para la moralidad: "la ley es la ley" y debe ser respetada si se quiere alcanzar un orden o justicia.
Por otro lado, la versión fuerte indica que la ley debe ser obedecida de forma incondicional, el derecho por el simple hecho de ser derecho es justo y se convierte en valor supremo al que se le debe obediencia. Los valores morales son una simple especificación de los valores jurídicos y por lo tanto no cabe contradicción entre derecho y moral. De acuerdo con la definición de Hobbes acerca del Estado, este es el resultado de un contrato social, única respuesta frente al perpetuo estado de guerra entre los seres humanos. Del contrato social emana el Estado, estado que mediante el derecho se situará por encima de los propios individuos.